# Estação Sabaneta
A Estação Sabaneta é uma das estações do Metrô de Medellín, situada em Sabaneta, entre a Estação Itagüí e a Estação La Estrella. Administrada pela Empresa de Transporte Masivo del Valle de Aburrá Limitada (ETMVA), faz parte da Linha A.
Foi inaugurada em 24 de junho de 2012. Localizada no cruzamento da Autopista Regional com a Rua 67 Sur, a estação situa-se em uma das margens do Rio Medellín. Atende o bairro El Carmelo, situado na Zona Urbana do município.